# Національне агентство з кібербезпеки (Італія)
Національне агентство з кібербезпеки (італ. Agenzia Per La Cybersicurezza Nazionale, ACN) — це італійське урядове агентство, створене указом 82 від 14 червня 2021 року.
ACN було створено для забезпечення кібербезпеки інформаційних технологій, а також з метою захисту національної безпеки в кіберпросторі. ACN забезпечує координацію між державними структурами, залученими до цього питання.
Воно спрямоване на досягнення національної та європейської стратегічної автономії в цифровому секторі в синергії з національною виробничою системою, а також через залучення університетського та дослідницького світу. Воно надає перевагу спеціальним курсам навчання для розвитку зусиль в секторі, підтримує інформаційні кампанії, поширює культуру кібербезпеки.

## Історія
Уряд Драгі, визначивши необхідність уніфікації всіх дій для захисту від кіберзагроз, схвалює законодавчий декрет № 82 від 14 червня 2021 року, перетворений зі змінами на Закон № 109 від 4 серпня 2021 року, який переосмислює національну кіберархітектуру та засновує Національне агентство з кібербезпеки.
5 серпня 2021 року Рада міністрів призначила Роберто Бальдоні першим генеральним директором ACN, який з 2018 року був заступником генерального директора Департаменту інформації для цілей безпеки, відповідальним за кібербезпеку.

## Сповіщення про кібератаки, моніторинг, виявлення та запобігання
Агентство постійно проводить заходи з оповіщення, моніторингу, виявлення та запобігання кібератакам, як у випадку масштабної глобальної кібератаки 5 лютого 2023 року. Під час кібератаки велика частина мережі TIM вийшла з ладу через проблему з потоками даних з міжнародної мережі, що також вплинуло на Італію. Атака використовувала вразливість на серверах VMware ESXi. Збиток, завданий національній мережі Італії, склав мільйони євро, і постраждали тисячі серверів. Однак наступного дня агентство зменшило масштаби атаки, повідомивши, що критично важливі системи не постраждали. 22 лютого 2023 року відомство опублікувало нове попередження про атаку, здійснену російськими активістами. Відповідальність за кібератаку взяло на себе проросійське угруповання NoName057. 7 березня 2023 року директор агентства Роберто Бальдоні пішов у відставку через розбіжності з урядом Італії після кібератак, яких зазнала Італія. Проросійське угруповання NoName057 у своєму Telegram-каналі прокоментувало відставку Роберто Бальдоні, назвавши атаки на італійську інтернет-інфраструктуру повним успіхом. 9 березня 2023 року префект Риму Бруно Фраттазі був призначений новим директором агентства замість Роберто Бальдоні. 19 березня 2023 року проросійська група NoName057 знову атакувала вебсайти італійських інституцій, зокрема Вищої ради юстиції Італії (італ. Consiglio Superiore della Magistratura, CSM). Заявляючи про кібератаку, вони безпосередньо зверталися до директора агентства Бруно Фраттазі та Франческо Ло Вой, головного прокурора Риму. 27 березня 2023 року відбулася нова кібератака на вебсайти італійських міністрів і поштової поліції, однак вона не досягла мети перешкодити користувачам використовувати атаковані сайти. Атака була визнана невдалою, лише Atac, муніципальна транспортна компанія Риму, зазнала сповільнення та тимчасової недоступності. 13 травня 2023 року під час візиту президента України Володимира Зеленського до італійського Риму до президента Серджіо Маттарелли та прем'єр-міністра Італії Джорджії Мелоні та до Папи Римського проросійська група noName057 заявила про нову кібератаку на вебсайті МВС Італії і CSM. Проте збитки було пом'якшено, і жодних збоїв у роботі чи уповільнення роботи постраждалих вебсайтів не відбулося. 19 червня 2023 року агентство надіслало до парламенту Італії річний звіт за 2022 рік, який показав, що у 2022 році відбулося 1094 кібератаки, кількість яких значно збільшилася через конфлікт в Україні.

## Кібервійна
Агентство здійснює заходи із захисту та профілактики кібервійни. Кібератаки в основному торкнулися лікарень, громадських закладів, державних установ та енергетичних підприємств.

## CSIRT
Команда реагування на інциденти комп'ютерної безпеки — Італія (англ. Computer Security Incident Response Team, CSIRT) працює в рамках агентства з функціями, визначеними на основі законодавчого указу від 18 травня 2018 р., №. 65 та Указу Голови Ради Міністрів від 8 серпня 2019 р. ст. 4.